# Autoproduction
L'autoproduction est la production par des agents économiques, de biens ou de services, production à laquelle ils n'ont pas normalement vocation.
Selon Guy Roustang, le terme d’autoproduction désigne toutes les activités destinées à produire des biens et des services pour sa propre consommation et celle de son entourage, sans échanges monétaires. Selon Michel Pinçon, l'autoproduction désigne la production de biens ou de service en dehors de la production marchande, et déborde les limites familiales généralement assignées à l'autoconsommation.
Dans un autre sens, l'autoproduction désigne la part active du consommateur dans son usage de produits marchands.

## Notions voisines

### Autoconsommation
L'autoproduction est un concept souvent associé et confondu à tort avec celui d'autoconsommation. L'autoconsommation est un cas particulier d'autoproduction, où la production est consommée par son producteur. Dans le cas général, les produits de l'autoproduction sont consommées par d'autres personnes que leur producteur.

### Production
L'autoproduction se distingue de la production au sens économique du terme, dans la mesure où elle est souvent l’œuvre de non-professionnels, et où ses produits, quand ils ne sont pas autoconsommés, circulent de façon non-marchande ou non-monétaire. L'autoproduction se rattache ainsi à l'économie non-monétaire.

### Autoproduction accompagnée
On parle d'autoproduction accompagnée, ou d'accompagnement à l'autoproduction, quand un professionnel accompagne un non-professionnel à produire un bien, par opposition à l'entraide qui désigne une aide extérieure non-marchande.